# Comayagua (departement)

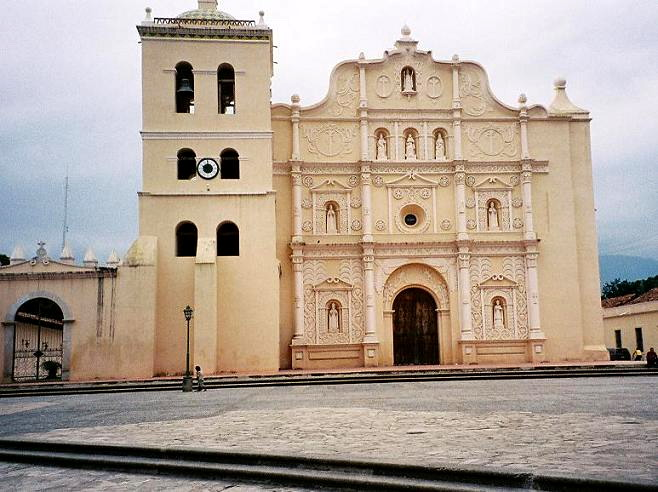
Kathedraal van Comayagua-stad

Comayagua is een departement van Honduras, gelegen in het middenwesten van het land. De hoofdstad is de gelijknamige stad Comayagua. Een andere belangrijke stad is Siguatepeque.
Het departement bestrijkt een oppervlakte van 5124 km² en heeft 521.748 inwoners (2016). In 1991 waren dat er nog 257.100.

## Gemeenten
Het departement bestaat uit 21 gemeenten:
- Ajuterique
- Comayagua
- El Rosario
- Esquías
- Humuya
- La Libertad
- Lamaní
- Las Lajas
- La Trinidad
- Lejamaní
- Meámbar
- Minas de Oro
- Ojos de Agua
- San Jerónimo
- San José de Comayagua
- San José del Potrero
- San Luis
- San Sebastián
- Siguatepeque
- Taulabé
- Villa de San Antonio

Atlántida · Choluteca · Colón · Comayagua · Copán · Cortés · El Paraíso · Francisco Morazán · Gracias a Dios · Intibucá · Islas de la Bahía · La Paz · Lempira · Ocotepeque · Olancho · Santa Bárbara · Valle · Yoro